# عبد آبست
عبد آبست (زادهٔ ۱۳۶۶) نویسنده، کارگردان و بازیگر سینما و تئاتر اهل ایران است. اولین فیلم بلند او تمارض تنها فیلم ایرانی حاضر در برلیناله ۲۰۱۷ بود که در بخش فوروم این جشنواره به نمایش درآمد. دومین فیلم بلند او کشتن خواجه برنده جایزه بزرگ هیئت داوران در بخش رهایی در بیست و هشتمین دوره از جشنواره بین‌المللی فیلم اسلم دنس آمریکا در سال ۲۰۲۲ شده‌است.

## زندگی و حرفه
عبد آبست در سال ۱۳۶۶ در بندرعباس زاده شد. او دانش آموختهٔ رشته‌های معماری و تئاتر است. او سال ۱۳۸۹ با بازی در نمایش ۱۱:۱۱ وارد تئاتر حرفه‌ای شد و با بازی در فیلم سینمایی ماهی و گربه به عنوان بازیگر وارد سینما شد. اولین فیلم نیمه‌بلند او با عنوان گوشه در سی و ششمین جشنواره بین‌المللی فیلم قاهره حضور داشت. اولین فیلم بلند او تمارض در جشنواره‌های بین‌المللی بسیاری از جمله در برلین، تورنتو، شانگهای و ترانسیلوانیا حضور داشت. دومین فیلم بلند او نیز کشتن خواجه است که تنها فیلم ایرانی در بخش مسابقه اصلی بیست و پنجمین دوره جشنواره فیلم شب‌های سیاه تالین ۲۰۲۱ است. این فیلم در سال ۲۰۲۲ برنده جایزه بزرگ هیئت داوران در بخش رهایی در جشنواره بین‌المللی فیلم اسلم دنس آمریکا که در شهر پارک سیتی در ایالت یوتا برگزار می‌شود، شده‌است.

## فیلم‌شناسی
| نام فیلم             | سال  | نویسنده                  | کارگردان   | تهیه‌کننده   | بازیگر | مدت       | توضیحات و جوایز |
| -------------------- | ---- | ------------------------ | ---------- | ----------- | ------ | --------- | --- |
| حسین دو روزه که نیست | ۱۳۹۰ | آری                      | آری        | آری         |        | ۷ دقیقه   | |
| ماهی و گربه          | ۱۳۹۲ | نسیم احمدپور، شهرام مکری | شهرام مکری | سپهر سیفی   | آری    | ۱۳۴ دقیقه | عبد آبست در نقش پرویز، - جایزه بخش افق‌های هفتادمین جشنواره فیلم ونیز ۲۰۱۳ - جایزه بهترین فیلم جشنواره فیلم لیسبون پرتغال ۲۰۱۳ - جایزه ویژه هیئت داوران بخش فیلم‌های بلند داستانی آسیا در جشنواره بین‌المللی فیلم دبی ۲۰۱۴ - جایزه بهترین فیلم جشنواره بین‌المللی فیلم استانبول ۲۰۱۴ - جایزه بهترین فیلم از نگاه منتقدان در جشنواره بین‌المللی فیلم استانبول ۲۰۱۴ - جایزه بهترین فیلم از نگاه منتقدان در جشنواره فریبورگ سوئیس ۲۰۱۴ - جایزه بهترین فیلم از نگاه تماشاگران در جشنواره بلد اسلونی ۲۰۱۴ - جایزه بهترین فیلم از جشنواره بلد اسلوونی ۲۰۱۴ - جایزه ویژه هیئت داوران درجشن منتقدان و نویسندگان سینمای ایران ۲۰۱۴ جایزه بهترین کارگردانی از جشنواره هانوی ویتنام ۲۰۱۵                                                                   |
| گوشه                 | ۱۳۹۳ | آری                      | آری        | آری         | آری    | ۵۵ دقیقه  | عبد آبست در نقش امیر، نمایش داده شده در: جشنواره بین‌المللی فیلم قاهره |
| تمارض                | ۱۳۹۵ | آری                      | آری        |             | آری    | ۸۴ دقیقه  | عبد آبست در نقش عبد، - کاندید بهترین فیلم در جشنواره بین المللی فیلم ترانسیلوانیا رومانی ۲۰۱۷ - کاندید بهترین فیلم در جشنواره آرس ایندیپندنت لهستان ۲۰۱۷ - برنده بهترین فیلم درتصویر متحرک اسپانیا ۲۰۱۸ - کاندید بهترین فیلم بخش دیسکاوری در جشنواره بین المللی فیلم تورنتو ۲۰۱۷ |
| هجوم                 | ۱۳۹۶ | نسیم احمدپور، شهرام مکری | شهرام مکری | سپهر سیفی   | آری    | ۱۰۲ دقیقه | عبد آبست در نقش علی - نامزد جایزه تدی در جشنواره بین المللی فیلم برلین ۲۰۱۸ |
| کشتن خواجه           | ۱۴۰۰ | آری                      | آری        | شهرزاد سیفی |        | ۱۱۰ دقیقه | - تنها فیلم ایرانی در بخش مسابقه اصلی بیست و پنجمین دوره جشنواره فیلم شب‌های سیاه تالین ۲۰۲۱ - کاندید مدال یونسکوی گاندی در پنجاه و دومین جشنواره بین المللی فیلم هند در گوآ ۲۰۲۱ - برنده جایزه بزرگ هیئت داوران در بخش رهایی در بیست و هشتمین جشنواره بین‌المللی فیلم اسلم دنس آمریکا ۲۰۲۲ - نمایش در بخش غیر رقابتی بیست و ششمین جشنواره فیلم کرالا در هند در بخش سینمای جهان ۲۰۲۲ - نمایش در بخش غیر رقابتی پنجاه و هشتمین جشنواره اسب طلایی تایوان در بخش فانتزی سال ۲۰۲۲ - نامزد بهترین فیلم در هجدهمین دوره جشنواره بین المللی پورتو آلگری برزیل ۲۰۲۲ - نمایش در بخش بدون محدودیت بیست و یکمین جشنواره بین‌المللی فیلم ترانسیلوانیا ۲۰۲۲ - نمایش در بخش فیلمهای بلند داستانی بیست و پنجمین جشنواره کشف و الهام در شهر پرت استرالیا ۲۰۲۲ |